# Горни чинук
Горни чинук е термин, който се прилага за обозначаването на група северноамерикански индиански племена, които първоначално живеят на около 200 км на изток от днешния Астория, от двете страни на река Колумбия и в долните части на реките Уиламет и Клакамас. Известни са също като Източни чинуки или Вътрешни чинуки. Всички тези групи говорят езика Горен чинук или Кикшт на Чинукското езиково семейство и имат слаба форма на политическа организация. Според географското положение и културните и езикови прилики между тези групи има възможност да бъдат идентифицирани няколко етнически групи, въпреки че тяхната принадлежност остава доста неясна. Затова всички тези групи са наречени с общия термин Горни чинуки. Понякога някои по-големи политически обединения на тези групи са идентифицирани като племе. Идентифицирани са 5 етнически групи или племена:
- Уаско– южно от река Колумбия в 15 села.
- Уишрам – на северния бряг на Колумбия, над и под Дейлс в 22 села.
- Уайт Салмън – близо до водопадите в Дейлс в 6 села.
- Худ Ривър – по Худ Ривър в 4 села
- Каскейдс – около устието на река Уиламет в 13 села.

Предполага се, че преди контакта с европейците тези групи имат общо население от около 10 000 души. През 1806 г. Луис и Кларк оценяват населението им на около 6000.
За разлика от своите роднини Крайбрежните чинуки, които са предимно уседнали риболовци, тези хора водят полуномадски начин на живот, скитайки през лятото из района, за да ловуват и да събират диви растителни храни. Зимата разпръснатите семейства се завръщат в постоянните си зимни села, построени обикновено на брега на някой поток. Основно жилище е типичната за Платото къща-яма (pit house). През лятото хората използват временни колиби от клони покрити с рогозки от папур. Всяко село има наследствен вожд, а обществото им има наченки на класово разделение. Дрехите им са изработени от кожи. Мъжете обикновено носят набедреник, а жените престилки и плетени шапки. Прерийният стил на обличане става популярен през 19 век. И двата пола носят косите си дълги, сплетени на две плитки. Мъжете подстригват отпред косите си. Основна храна е сьомгата, допълвана с различни ядивни корени и диви плодове. Мъжете ловуват елени, мечки, зайци и други дребни животни. Основно политическо обединение е зимното село, в което живеят едни и същи семейства свързани по между си. Липсват войнски или тайни общества, или някакви други обединения. Вярванията им са центрирани около индивидуалното взаимодействие с духовете – помощници.
Първата среща на Горните чинуки с външни хора е през 1806 г. с експедицията на Луис и Кларк. До средата на века населението им намалява значително вследствие на нови заболявания. Днес малцина техни представители живеят в резерватите Якима и Уорм Спрингс.